# Altindisch
Altindisch ist die Sammelbezeichnung für Vedisch und Sanskrit, die ältesten indoarischen Sprachen. Das Vedische ist die Sprache der Veden, dessen älteste Form sich im Rigveda findet. Aus einer jüngeren Form des Altindischen (mit einigen mittelindischen Elementen) wurde später das Sanskrit geschaffen, die Sprache der klassischen indischen Literatur. Oft wird (besonders in der englischsprachigen Literatur) der Begriff Sanskrit gleichbedeutend mit Altindisch bzw. Vedisch verwendet.
Mit dem Altindischen am nächsten verwandt sind das Altpersische und das Avestische. Als eine der ältesten bezeugten indogermanischen Sprachen ist das Altindische (insbesondere das Vedische) eine der wichtigsten Quellen für die historisch-vergleichende indogermanische Sprachwissenschaft und die Rekonstruktion der indogermanischen Ursprache.
Vom Altindischen unterscheidet man die mittelindischen Sprachen (Prakrit) sowie die neuindischen Sprachen.